# نطام‌آباد
نظام‌آباد (حاجی‌آباد)، روستایی از توابع بخش فارغان شهرستان حاجی‌آباد در استان هرمزگان ایران است.

## جمعیت
این روستا در دهستان فارغان قرار دارد و براساس سرشماری مرکز آمار ایران در سال ۱۳۸۵، جمعیت آن ۱۲۷ نفر (۳۱خانوار) بوده‌است.